# معهد إيران للغات
معهد إيران للغات (بالفارسيَّة: کانون زبان ایران) هو منظمة غير ربحية حكومية أُقيمت عام 1979 في إيران لتحقيق الهدف القومي المتمثل في تطوير دراسة اللغات الاجنبية. هذا المعهد تابع لمعهد التنمية الفكرية للأطفال والشباب [بالإنحليزية]. مقر المؤسسة موجود في طهران. يوفر هذا المعهد، ذو الـ200 مركز موزعة في 73 مدينة في إيران، دورات تعليمية في اللغة الفارسية، والإنجليزية، والعربية، والفرنسية، والألمانية، والروسية، والإسبانية لـ240 ألف متعلم.

## قبل ثورة عام 1979
أنشئت جمعية إيران - أمريكا، لسابقة لمعهد إيران للغات، عام 1925 في طهران. وفرت هذه الجمعية خدمات تعليمية مختلفة تضمنت تعليم الإنجليزية لأصحاب الأعمال والتجارة والموظفين في القطاعين الخاص والعام، كما علمت الفارسية للأجانب.
بعد الثورة الإسلامية، ضمَّت هذه الجمعية إلى معهد التنمية الفكرية للأطفال والشباب ووسعت خدماتها لتصبح معهد إيران للغات اليوم.

## مستويات يجب تخطيها لتقديم امتحان التوفل
1. الأساسية (في 3 فترات)
2. التمهيدية (في 3 فترات)
3. ما قبل المتوسطة (في 3 فترات)
4. المتوسطة (في 3 فترات)
5. المتوسطة العالية (في 3 فترات) + قاموس صغير
6. العالية (في 3 فترات) + قاموس صغير

## مستويات اللغة العربية
الهدف من دورة المحادثة هو اكساب المتعلم مهارات اللغة الاربع عن طريق وسائل التعليم الصوتي والمرئي. وتتكون الدورة من 13 فترة في أربع مراحل، وتشكل هذه كلها تقريبا 550 ساعة تعليمية.
1. الأساسيَّة (فترة واحد)
2. التمهيديَّة (في 4 فترات)
3. المتوسطة (في 4 فترات)
4. العالية (في 4 فترات)

وبإكمال هذه الدورات سيقدر منجزها على التكلم، وعلى قراءة النصوص، وعلى كتابة النصوص (ومن ضمنها الرسائل) بالعربية.
كما يوفر المعهد دورات قواعد ودورات ترجمة للعربية، ودورات باللهجة الشامية من اربع فترات (تقريبا 168 ساعة تعليمية)، وسيتوفر عما قريب كتب عن اللهجات العراقية والمصرية.

## اللغة الفرنسية
تأسس القسم الفرنسي لمعهد اللغة في عام 1981. في البداية، كان هناك 5 مستويات فقط من الفصول العامة والمسموعة والمرئية، الآن هناك 20 مستوى تتراوح من الفصول التمهيدية إلى المتقدمة التي تقام في طهران وبعض المدن الأخرى بما في ذلك مشهد، وأصفهان وتبريز وشيراز وكرج.
| المستوى                                                 | الرمز                    |
| ------------------------------------------------------- | ------------------------ |
| Niveau Élémentaire Primaire المستوى التمهيدية الاولى    | NEP1 - NEP2- NEP3- NEP4  |
| Niveau Élémentaire Secondaire المستوى التمهيدية الثانية | NES1 - NES2- NES3 - NES4 |
| Niveau Intermédiaire Primaire المستوى المتوسط الأول     | NIP1 - NIP2 - NIP3       |
| Niveau Intermédiaire Secondaire المستوى المتوسط الثاني  | NIS1 - NIS2 - NIS3       |

## اللغة الألمانية
إن قسم اللغة الألمانية في المعهد، الذي تأسس عام 1993 بالتعاون مع مركز كارل دويسبورغ، حاول دائمًا استخدام طرق التدريس الحديثة. هناك تسعة مستويات تعتمد على سلسلة شرِتِّه (Schritte) وخمسة مستويات تكميلية تعتمد على طريقة آسپِكته (Aspekte).
تُستخدم حزمة شرِتِّه (Schritte) التعليمية في المستويات التسعة الأولى من GA1 إلى GA9. هذه واحدة من أحدث حزم تعلم اللغة الألمانية والتي نشرت في ستة مجلدات في منشورات هوبر (Hueber). سيتمكن أولئك الذين ينهون الدورة بنجاح من التواصل وكتابة الرسائل باللغة الألمانية. في هذه الطريقة، يتم تقديم القواعد بطريقة بسيطة ومفهومة وتعرض المفردات بجانب صور جذابة.
تُستخدم حزمة آسپِكته (Aspekte) التعليمية في المستويات الخمسة الثانية من MA1 إلى MA5. نشرت في مجلدين بواسطة لانجينشايدت (Langenscheidt). باستخدام هذه الطريقة، يتعرف المتعلمون على النصوص والتسجيلات الصوتية المكتوبة الطويلة والأصعب. كما سيكونون قادرين على إثراء معرفتهم بالقواعد والمفردات وتقوية مهاراتهم في الكتابة والتحدث إلى مستوى متقدم. كما سيتعرفون على الأدب الألماني.
| المستويات باللغة الإنجليزية | المستويات المقابلة بالالمانية |
| --------------------------- | ----------------------------- |
| A1/2                        | GA1/GA2/GA3                   |
| A2/2                        | GA4/GA5/GA6                   |
| B1/2                        | GA7/GA8/GA9                   |
| B1+                         | MA1/MA2                       |
| B2/2                        | MA3/MA4/MA5                   |

## اللغة الإسبانية
يُجرى الامتحان الدولي للغة الإسبانية (DELE) في آن واحد في 86 دولة من قبل معهد ثيربانتس كل عام. يتم إجراء الاختبار على ثلاثة مستويات: التمهيدية (بالإسبانية: Básico باسيكو)، والمتوسطة (بالإسبانية: Intermedio إنترميديو)، والعالية (بالإسبانية: Superiory سوبريوري) في إيران من قبل سفارة إسبانيا. بالنظر إلى العلاقات السياسية والثقافية والتجارية المتنامية بين إيران والدول الناطقة بالإسبانية، أنشأ المعهد الدولي للغة الإسبانية قسمًا للغة الإسبانية باستخدام الأساليب والكتب المدرسية المعتمدة من قبل معهد ثيربانتس في مدريد.
دورات اللغة الإسبانية تقدم للكبار في المستويات الابتدائية والمتوسطة والمتقدمة والعليا المتقدمة.
| Comienza/أساسية   | Continúa/متوسطة   | Avanza/متقدمة     | Perfecciona/متقدمة عالية |
| ----------------- | ----------------- | ----------------- | ------------------------ |
| ELE.1 ELE.2 ELE.3 | ELE.4 ELE.5 ELE.6 | ELE.7 ELE.8 ELE.9 | ELE.10 ELE.11 ELE.12     |

## روابط خارجية
- موقع معهد إيران للغات الرسمي (بالإنجليزية)
- ملف عن اللغات الإيرانيَّة (بالفارسيَّة)

### فيديوهات
- معاهد اللغات الأجنبية في إيران (بالإنجليزية) - برس تي في (2013)